# Mark Recchi
Mark Louis Recchi, född 1 februari 1968 i Kamloops, British Columbia, är en kanadensisk före detta professionell ishockeyspelare som från 2008 till 2011 spelade i NHL-laget Boston Bruins. Recchi valdes som 67:e spelare totalt i 1988 års NHL-draft av Pittsburgh Penguins och debuterade i NHL säsongen 1988–89. Förutom Boston och Pittsburgh har Recchi även spelat i Philadelphia Flyers, Montreal Canadiens, Carolina Hurricanes, Tampa Bay Lightning och Atlanta Thrashers och vunnit Stanley Cup tre gånger: 1991, 2006 och 2011. 
Han har rekordet i Philadelphia Flyers i antalet poäng på en säsong med 123 poäng från 1992–93. 24 november 2010 blev Recchi den trettonde spelaren i NHL:s historia att göra 1500 poäng. Direkt efter Bostons finalseger i Stanley Cup 2011 meddelade Recchi officiellt att han avslutar sin karriär som spelare. 

## Statistik

### Klubbkarriär
| 1984–85    | New Westminster Bruins | WHL        | 4    | 0   | 1   | 1    | 0    | –   | –  | –  | –   | –  |
| 1985–86    | New Westminster Bruins | WHL        | 72   | 21  | 40  | 61   | 55   | –   | –  | –  | –   | –  |
| 1986–87    | Kamloops Blazers       | WHL        | 40   | 26  | 50  | 76   | 63   | 13  | 3  | 16 | 19  | 17 |
| 1987–88    | Kamloops Blazers       | WHL        | 62   | 61  | 93  | 154  | 75   | 17  | 10 | 21 | 31  | 18 |
| 1988–89    | Muskegon Lumberjacks   | IHL        | 63   | 50  | 49  | 99   | 86   | 14  | 7  | 14 | 21  | 28 |
| 1988–89    | Pittsburgh Penguins    | NHL        | 15   | 1   | 1   | 2    | 0    | –   | –  | –  | –   | –  |
| 1989–90    | Muskegon Lumberjacks   | IHL        | 4    | 7   | 4   | 11   | 2    | –   | –  | –  | –   | –  |
| 1989–90    | Pittsburgh Penguins    | NHL        | 74   | 30  | 37  | 67   | 44   | –   | –  | –  | –   | –  |
| 1990–91    | Pittsburgh Penguins    | NHL        | 78   | 40  | 73  | 113  | 48   | 24  | 10 | 24 | 34  | 33 |
| 1991–92    | Pittsburgh Penguins    | NHL        | 58   | 33  | 37  | 70   | 78   | –   | –  | –  | –   | –  |
| 1991–92    | Philadelphia Flyers    | NHL        | 22   | 10  | 17  | 27   | 18   | –   | –  | –  | –   | –  |
| 1992–93    | Philadelphia Flyers    | NHL        | 84   | 53  | 70  | 123  | 95   | –   | –  | –  | –   | –  |
| 1993–94    | Philadelphia Flyers    | NHL        | 84   | 40  | 67  | 107  | 46   | –   | –  | –  | –   | –  |
| 1994–95    | Philadelphia Flyers    | NHL        | 10   | 2   | 3   | 5    | 12   | –   | –  | –  | –   | –  |
| 1994-95    | Montreal Canadiens     | NHL        | 39   | 14  | 29  | 43   | 16   | –   | –  | –  | –   | –  |
| 1995–96    | Montreal Canadiens     | NHL        | 82   | 28  | 50  | 78   | 69   | 6   | 3  | 3  | 6   | 0  |
| 1996–97    | Montreal Canadiens     | NHL        | 82   | 34  | 46  | 80   | 58   | 5   | 4  | 2  | 6   | 2  |
| 1997–98    | Montreal Canadiens     | NHL        | 82   | 32  | 42  | 74   | 51   | 10  | 4  | 8  | 12  | 6  |
| 1998–99    | Montreal Canadiens     | NHL        | 61   | 12  | 35  | 47   | 28   | –   | –  | –  | –   | –  |
| 1998–99    | Philadelphia Flyers    | NHL        | 10   | 4   | 2   | 6    | 6    | 6   | 0  | 1  | 1   | 2  |
| 1999–00    | Philadelphia Flyers    | NHL        | 82   | 28  | 63  | 91   | 50   | 18  | 6  | 12 | 18  | 6  |
| 2000–01    | Philadelphia Flyers    | NHL        | 69   | 27  | 50  | 77   | 33   | 6   | 2  | 2  | 4   | 2  |
| 2001–02    | Philadelphia Flyers    | NHL        | 80   | 22  | 42  | 64   | 46   | 4   | 0  | 0  | 0   | 2  |
| 2002–03    | Philadelphia Flyers    | NHL        | 79   | 20  | 32  | 52   | 35   | 13  | 7  | 3  | 10  | 2  |
| 2003–04    | Philadelphia Flyers    | NHL        | 82   | 26  | 49  | 75   | 47   | 18  | 4  | 2  | 6   | 4  |
| 2005–06    | Pittsburgh Penguins    | NHL        | 63   | 24  | 33  | 57   | 56   | –   | –  | –  | –   | –  |
| 2005–06    | Carolina Hurricanes    | NHL        | 20   | 4   | 3   | 7    | 12   | 25  | 7  | 9  | 16  | 18 |
| 2006–07    | Pittsburgh Penguins    | NHL        | 82   | 24  | 44  | 68   | 62   | 5   | 0  | 4  | 4   | 0  |
| 2007–08    | Pittsburgh Penguins    | NHL        | 19   | 2   | 6   | 8    | 12   | –   | –  | –  | –   | –  |
| 2007–08    | Atlanta Thrashers      | NHL        | 53   | 12  | 28  | 40   | 20   | –   | –  | –  | –   | –  |
| 2008-09    | Tampa Bay Lightning    | NHL        | 62   | 13  | 32  | 45   | 20   | –   | –  | –  | –   | –  |
| 2008-09    | Boston Bruins          | NHL        | 18   | 10  | 6   | 16   | 2    | 11  | 3  | 3  | 6   | 2  |
| 2009–10    | Boston Bruins          | NHL        | 81   | 18  | 25  | 43   | 34   | 13  | 6  | 4  | 10  | 6  |
| 2010–11    | Boston Bruins          | NHL        | 81   | 14  | 34  | 48   | 35   | 25  | 5  | 9  | 14  | 8  |
| NHL totalt | NHL totalt             | NHL totalt | 1652 | 577 | 956 | 1533 | 1033 | 189 | 61 | 87 | 148 | 93 |